# Diaz Cove
Die Diaz Cove ist eine kleine Bucht nahe dem östlichen Ende der Südküste Südgeorgiens. Sie liegt 16 km nordwestlich des Kap Disappointment. In ihrer Einfahrt befinden sich die Kuprijanow-Inseln.
Die Bucht war bereits den ersten Robbenjägern bekannt, die Südgeorgien ansteuerten. Der norwegische Robbenfängerkapitän Johannesen benannte sie im Jahr 1929 nach seinem Schiff Diaz.